# Signify N.V.
Signify NV, abans coneguda com a Philips Lighting NV, és una empresa multinacional d'il·luminació holandesa formada l'any 2016 com a resultat de l'escissió de la divisió d'il·luminació de Philips, mitjançant una OPI. La companyia fabrica llums elèctriques, lluminàries i sistemes de control per a consumidors, professionals i IoT. El 2018, Philips Lighting va canviar el seu nom a Signify. L'empresa encara produeix llums amb la marca Philips.

## Història
La divisió d'il·luminació va formar part de les primeres activitats de Philips, que van començar el 1891 amb una fàbrica de làmpades incandescents a Eindhoven, Països Baixos.
El setembre de 2014, Philips va anunciar que la companyia tenia la intenció de dividir l'empresa en dues entitats líders en el mercat, una centrada en la salut i la tecnologia mèdica i l'altra en la il·luminació LED connectada.
El 20 de desembre de 2021, Signify va anunciar que havia signat un acord final amb AMS Osram per adquirir l'empresa d'il·luminació hortícola Fluence per 245 milions d'euros, i l'acord es va completar el maig de 2022.
El 3 de maig de 2016, Philips va anunciar la formació de l'empresa separada anomenada Philips Lighting NV. Philips va afirmar que el principal motiu de la escissió va ser que el negoci de tecnologia mèdica va representar més del 40% de les vendes, mentre que el seu braç d'il·luminació continuava sent un gran generador de diners, venent productes a 180 països. L'entitat separada va fer una oferta pública inicial el 27 de maig de 2016, valorada en 3,4 dòlars EUA mil milions; Es van oferir el 25% de les accions. L'empresa cotitza a Euronext Amsterdam amb el codi "LIGHT".

## Productes
Signify fabrica productes relacionats amb la il·luminació, principalment sota la marca Philips (utilitzada sota llicència), però també com Philips Hue, Color Kinetics i WiZ, entre d'altres. La cartera de Signify consta de llums elèctriques i la plataforma IoT i sistemes d'il·luminació connectats adreçats a consumidors i professionals.